# Peña de Bernal
La Peña de Bernal és el tercer monòlit més gran del món; està situat al poble de Bernal, que pertany al municipi d'Ezequiel Montes, a l'estat de Querétaro, Mèxic. Segons uns estudis realitzats, la Peña es formà a partir d'un volcà inactiu; posteriorment la lava de l'interior es tornà sòlida i l'erosió que va patir al llarg dels anys feu desaparèixer les restes del volcà. El magma sòlid que en restà és el que constitueix i dona forma al monòlit.
El mot «Bernal», que dona nom tant al poble com al monòlit, segons la pàgina web del municipi, és d'origen basc i l'utilitzaren els conqueridors per a «denominar algun penyal gran i allargat que es trobava aïllat». Ma'hando, en llengua otomí i De'hendo, en txitximeca, signifiquen igualment: 'enmig de dos'.
Cada any, el 21 de març, durant l'equinocci de primavera, milers de visitants es donen cita a la Peña i els seus voltants, per a una festa «misticoreligiosa».

## Ubicació i història

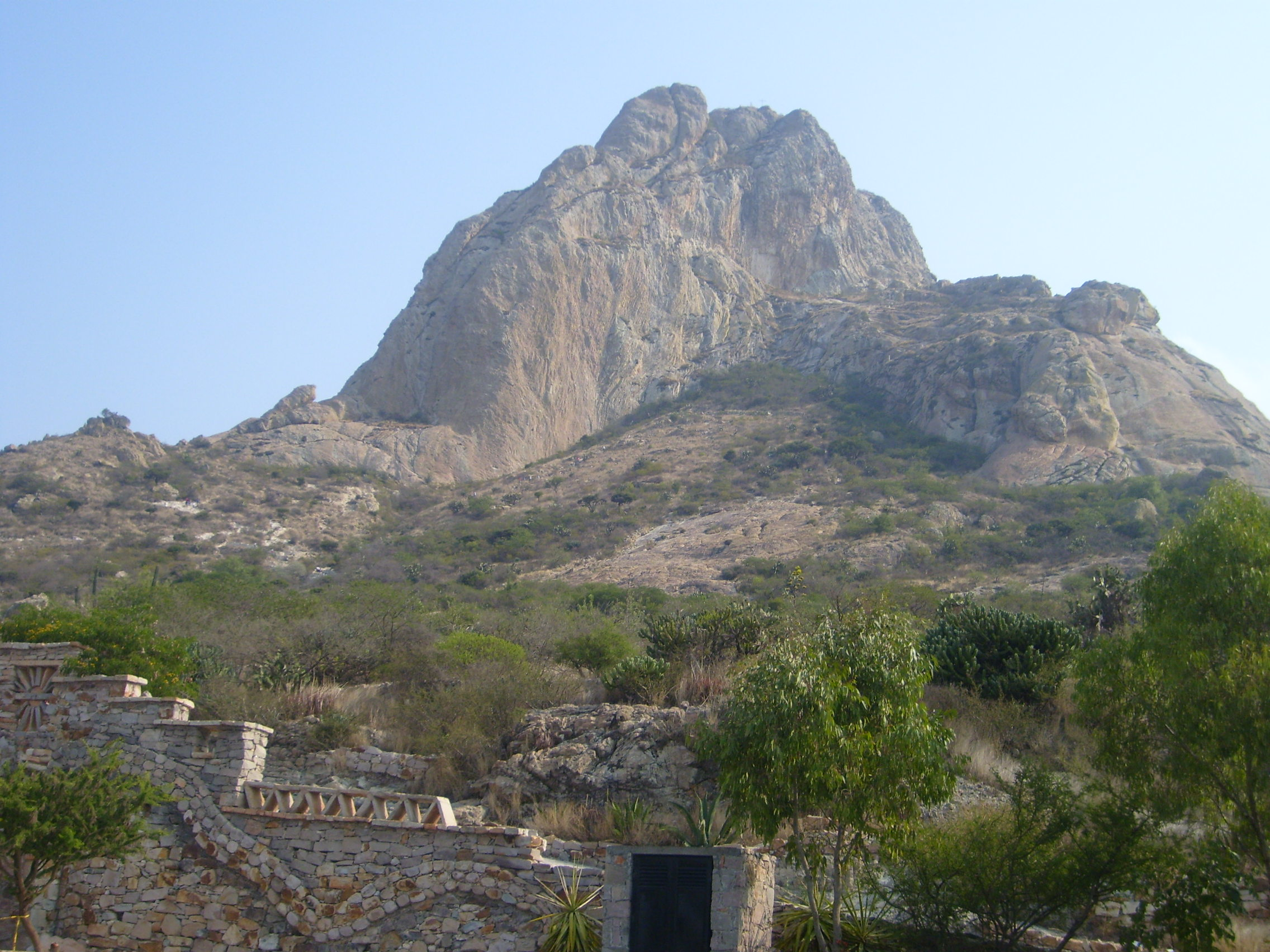
La Peña de Bernal, vista des de l'inici de la ruta d'ascens

La Peña de Bernal és el tercer monòlit més gran del món, després del Penyal de Gibraltar a la mar Mediterrània i del Pâo de Açúcar a Rio de Janeiro, Brasil. Té una altitud de 2.515 msnm i de 288 m d'alçada. Es considera que aquesta formació rocosa té una existència de més 10 milions d'anys i que procedeix d'un volcà que al llarg dels anys es va tornar inactiu i que la lava del seu interior se solidificà. Posteriorment l'erosió i el temps feren desaparèixer la resta del volcà i en restà només el magma sòlid.
Es troba al poble de Bernal, a 57 km de la capital de l'estat de Querétaro. El poble fou fundat l'any de 1642, quan algunes famílies espanyoles s'apropiaren les terres que eren habitades per indígenes txitximeques; la seua font de subsistència en l'època del virregnat fou la mineria. En l'actualitat Bernal se sosté principalment per les activitats turístiques. Al febrer de 2006 fou catalogat com a «Poble màgic», per la Secretaria de Turisme de Mèxic, «pels seus atributs simbòlics, llegendes i història»: aquest qualificatiu s'atorga com un reconeixement a la preservació del patrimoni cultural i històric.
Al novembre de 2007 la Peña de Bernal fou reconeguda per la Secretaria de Turisme i la TV Azteca com una de les 13 Meravelles de Mèxic. Al setembre de 2009 s'inscrigué en la llista de Patrimoni Immaterial de la Humanitat de la UNESCO com a: «Llocs de memòria i tradicions vives dels otomí-txitximeques de Tolimán: la Peña de Bernal, guardiana d'un territori sagrat».
Cada 21 de març, en l'Equinocci de primavera, s'apleguen a la Peña milers de visitants, en una festivitat misticoreligiosa. Les persones hi acudeixen per, com diuen elles, «carregar-se d'energia», que creuen que transmeten les pedres monolítiques i els jaciments minerals de l'interior.

## Ascens
L'ascens al cim de la Peña de Bernal no és fàcil, tot i que hi ha un camí definit en la major part; el darrer tram, d'uns 45 metres, és vertical.

## Galeria d'imatges

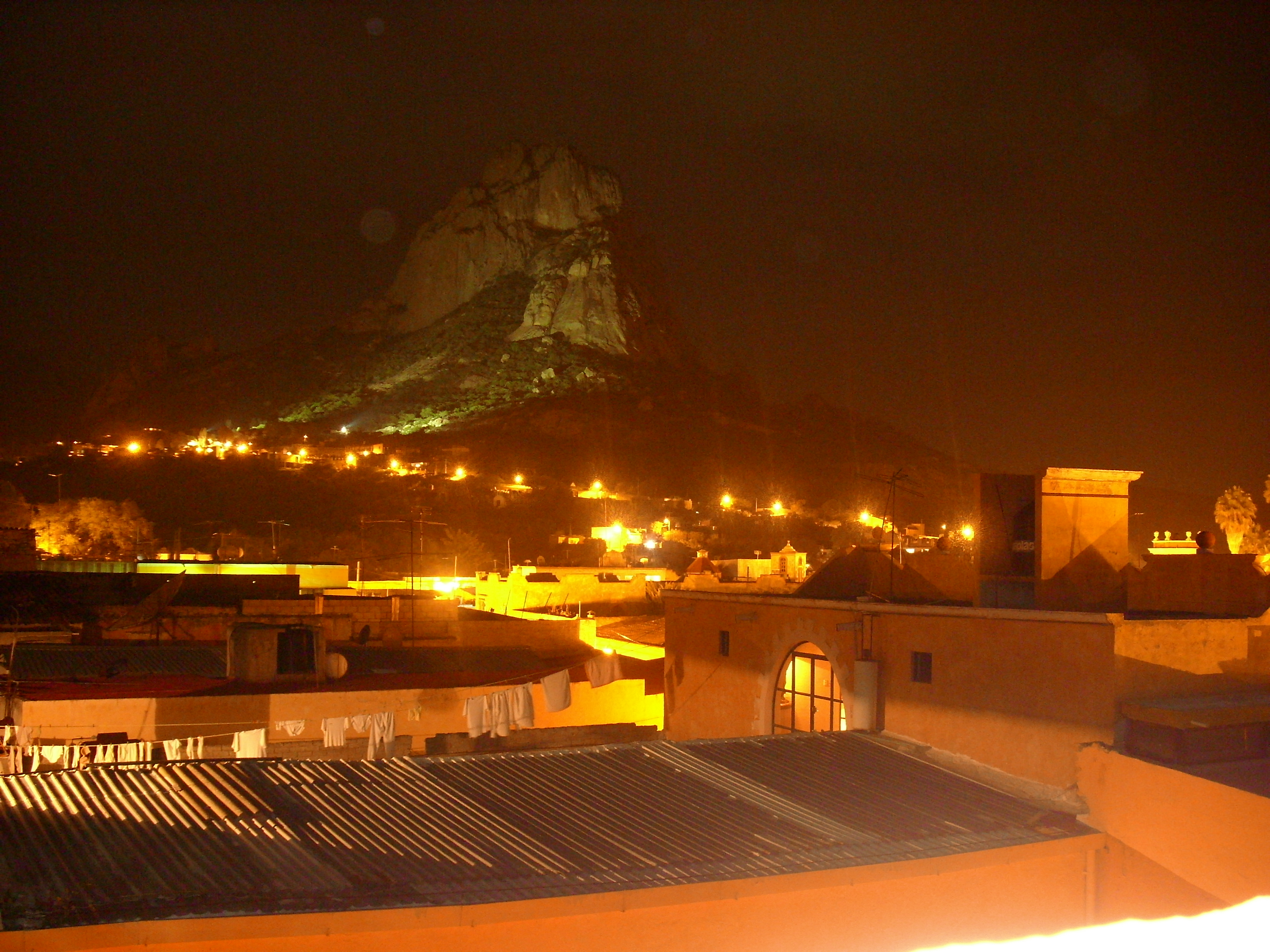
Peña de Bernal de nit
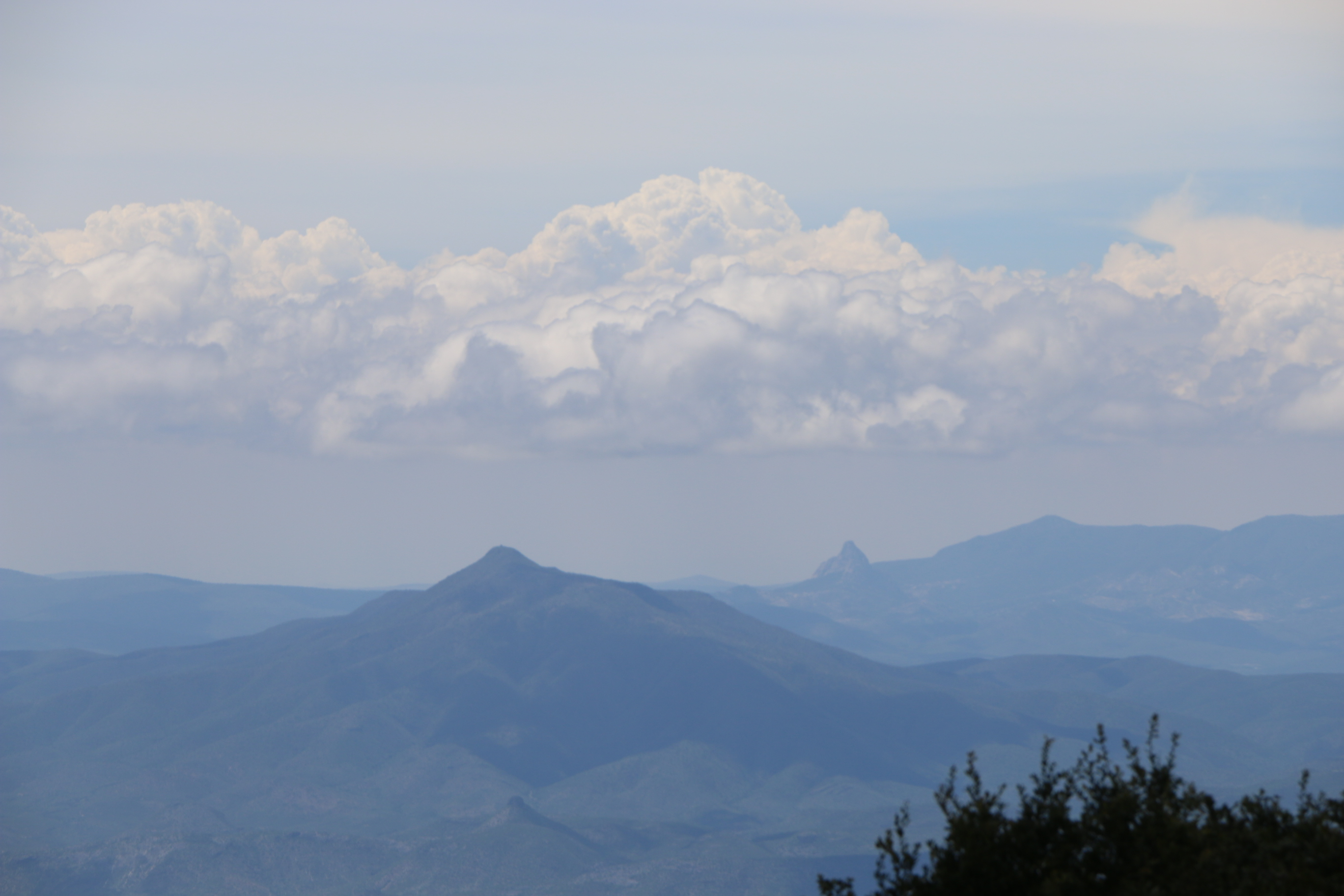
Fotografia a la distància de la Peña de Bernal vista des del mirador de Cuatro Palos